# Stensjön (Kättilstads socken, Östergötland, 643973-150977)
Stensjön är en sjö i Kinda kommun i Östergötland och ingår i Botorpsströmmens huvudavrinningsområde. Sjöns area är 0,046 kvadratkilometer och den befinner sig 135,7 meter över havet.